# Kreis Kamin

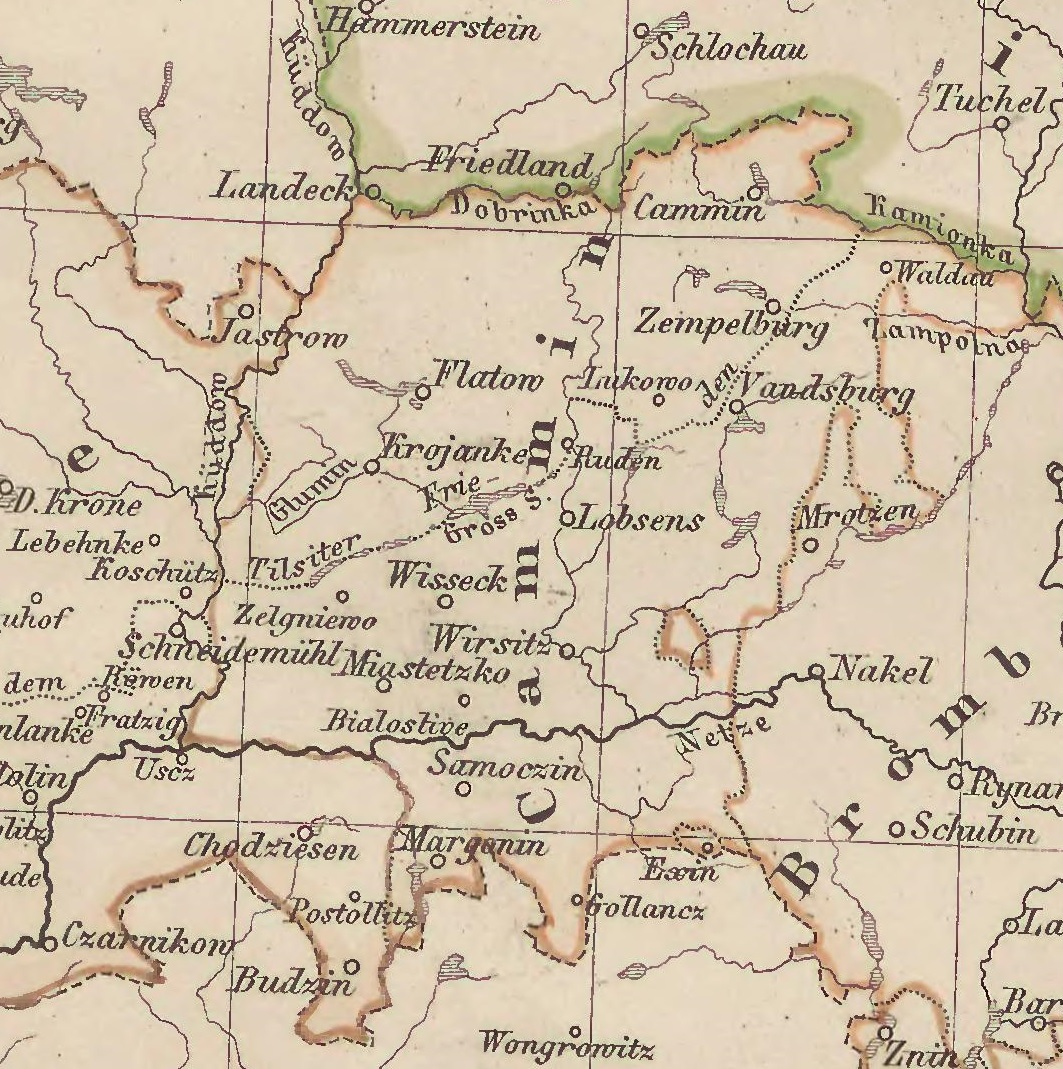
Der Kreis Kamin in den Grenzen von 1772 bis 1818

Der Kreis Kamin, seinerzeit Camminer Kreis oder Camminscher Kreis genannt, war ein preußischer Landkreis, der zwischen 1772 und 1818 im Netzedistrikt bzw. in Westpreußen bestand.

## Geschichte
Der Kreis Kamin war seit 1772 einer der vier Kreise des Netzedistrikts, der durch die erste polnische Teilung 1772 zu Preußen gekommen war und seit 1775 zur Provinz Westpreußen gehörte.
Durch den Tilsiter Frieden fiel 1807 der Südteil des Kreises an das Herzogtum Warschau, kam aber durch die Regelungen des Wiener Kongresses 1815 wieder zu Preußen. Im Rahmen der preußischen Provinzialbehörden-Verordnung vom 30. April 1815 und ihren Ausführungsbestimmungen blieb der Nordteil des Kreises in der Provinz Westpreußen, während der Südteil des Kreises zur Provinz Posen kam. Der Nordteil ging im Wesentlichen im neuen Kreis Flatow im Regierungsbezirk Marienwerder auf, der Südteil in den neuen Kreisen Chodziesen und Wirsitz im Regierungsbezirk Bromberg.

## Landräte
- 1777–178300Carl Rudolph Ludwig von Billerbeck[2]
- 1783–180700Jobst Anton vom Hagen[2]

## Städte und Ämter
Zum Kreis gehörten die zwölf Städte Kamin (seinerzeit Cammin), Flatow, Gollanz, Krojanke, Lobsens, Margonin, Miastetzko, Samotschin, Vandsburg, Wirsitz, Wissek und Zempelburg sowie die vier königlichen Dommänialämter Bialosliwe, Kamin, Wirsitz und Zelgniewo. Außerdem umfasste der Kreis zahlreiche weitere adlige Güter und Dörfer.